# NAC in het seizoen 1955/56
Het seizoen 1955/1956 was het tweede jaar in het bestaan van de Bredase betaaldvoetbalclub NAC. De club kwam uit in de Hoofdklasse A en eindigde daarin op de tweede plaats, samen met de nummer één uit de Hoofdklasse A en de nummer één en twee uit de Hoofdklasse B werd gestreden om het landskampioenschap voetbal. Na een competitie van zes wedstrijden was het gelijk geëindigd met Rapid JC. In een onderling duel werd gestreden om het landskampioenschap. De wedstrijd werd met 3–0 verloren. De club eindigde voor het tweede jaar achtereen op de tweede plaats. Voor het volgende seizoen promoveerde de club naar de Eredivisie.

## Wedstrijdstatistieken

### Hoofdklasse A
|       | ADO   | Ajax  | Amsterdam | DOS   | EBOH  | Eindhoven | Excelsior | Fortuna '54 | HVC   | Limburgia | NOAD  | Rigtersbleek | Roda Sport | Sparta | Stormvogels | Vitesse | VVV   |
| ----- | ----- | ----- | --------- | ----- | ----- | --------- | --------- | ----------- | ----- | --------- | ----- | ------------ | ---------- | ------ | ----------- | ------- | ----- |
| Thuis | 1 – 1 | 0 – 1 | 1 – 0     | 3 – 2 | 2 – 0 | 1 – 0     | 2 – 1     | 1 – 1       | 3 – 1 | 2 – 0     | 0 – 1 | 3 – 0        | 2 – 2      | 1 – 0  | 5 – 1       | 3 – 1   | 3 – 1 |
| Uit   | 0 – 1 | 0 – 2 | 0 – 0     | 0 – 2 | 1 – 3 | 8 – 2     | 1 – 0     | 0 – 1       | 4 – 1 | 1 – 2     | 3 – 1 | 3 – 1        | 1 – 5      | 3 – 2  | 0 – 2       | 2 – 0   | 0 – 0 |

### Kampioenscompetitie
| Wedstrijd 1                                                                                               | Elinkwijk                                                       | 2 – 3 (2 – 3) | NAC                                          |
| 20 juni 1956 Plaats: Utrecht Amsterdamsestraatweg Toeschouwers: 13.500 Scheidsrechter: Karel van der Meer | Jan Klein 30' Eef Westers 41'                                   |               | 7', 10' Leo Canjels 17' Jan van Hoogenhuizen |
| Wedstrijd 2                                                                                               | NAC                                                             | 0 – 1 (0 – 1) | Rapid JC                                     |
| 23 juni 1956 Plaats: Breda Beatrixstraat Toeschouwers: 14.000 Scheidsrechter: Koos van Gelder             |                                                                 |               | 17' Huub Janssen                             |
| Wedstrijd 3                                                                                               | NAC                                                             | 2 – 0 (0 – 0) | Sparta                                       |
| 27 juni 1956 Plaats: Breda Beatrixstraat Toeschouwers: 13.000 Scheidsrechter: Klaas Schipper              | Piet Vergouwen 54' Jan van Hoogenhuizen 80'                     |               |                                              |
| Wedstrijd 4                                                                                               | Sparta                                                          | 1 – 2 (0 – 1) | NAC                                          |
| 30 juni 1956 Plaats: Rotterdam Het Kasteel Toeschouwers: 14.000 Scheidsrechter: Joop Martens              | Koos Verbeek 86'                                                |               | 12' Louis Overbeeke 64' Leo Canjels          |
| Wedstrijd 5                                                                                               | NAC                                                             | 5 – 2 (1 – 0) | Elinkwijk                                    |
| 4 juli 1956 Plaats: Breda Beatrixstraat Toeschouwers: 14.000 Scheidsrechter: Bertus Ausum                 | Louis Overbeeke 25', 85' Leo Canjels 65' (pen.)                 |               | 55' Wim de Jongh 72' Bertus van Beek         |
| Wedstrijd 6                                                                                               | Rapid JC                                                        | 5 – 1 (2 – 0) | NAC                                          |
| 8 juli 1956 Plaats: Kerkrade Kaalheide Toeschouwers: 24.000 Scheidsrechter: Jan Bronkhorst                | Noud van Melis 15' Huub Janssen 30', 51', 69' Hein Strouken 87' |               | 65' (e.d.) Wiel Smeets                       |

### Beslissingswedstrijd om het landskampioenschap
| Beslissingswedstrijd                                                                                | Rapid JC                                  | 3 – 0 (0 – 0) | NAC |
| 14 juli 1956 Plaats: 's-Hertogenbosch De Vliert Toeschouwers: 26.000 Scheidsrechter: Jan Bronkhorst | Noud van Melis 62' Hub Bisschops 70', 85' |               |     |

## Statistieken NAC 1955/1956

### Eindstand NAC in de Nederlandse Hoofdklasse A 1955 / 1956
| Stand | Gespeeld | Gewonnen | Gelijk | Verloren | Punten | Doelpunten voor | Doelpunten tegen |
| ----- | -------- | -------- | ------ | -------- | ------ | --------------- | ---------------- |
| 2e    | 34       | 20       | 5      | 9        | 45     | 58              | 40               |

### Eindstand NAC in de kampioenscompetitie
| Stand | Gespeeld | Gewonnen | Gelijk | Verloren | Punten | Doelpunten voor | Doelpunten tegen |
| ----- | -------- | -------- | ------ | -------- | ------ | --------------- | ---------------- |
| 2e    | 6        | 4        | 0      | 2        | 12     | 13              | 11               |

### Topscorers
| #                | Naam                   | Goal |
| ---------------- | ---------------------- | ---- |
| 1.               | Leo Canjels            | 22   |
| 2.               | Louis Overbeeke        | 16   |
| 3.               | Kees Bruyninckx        | 8    |
| 4.               | Jan van Hoogenhuizen   | 5    |
| 5.               | Piet Vergouwen         | 2    |
| 6.               | Kees Kuys              | 1    |
| 6.               | Hans Matheeuwissen     | 1    |
| 6.               | Puck Storimans         | 1    |
| Eigen doelpunten |                        |      |
| –                | Rinus Terlouw (Sparta) | 1    |
| –                | Pim Visser (Sparta)    | 1    |
| Totaal           | Totaal                 | 58   |

| #              | Naam                   | Goal |
| -------------- | ---------------------- | ---- |
| 1.             | Leo Canjels            | 6    |
| 2.             | Louis Overbeeke        | 3    |
| 3.             | Jan van Hoogenhuizen   | 2    |
| 4.             | Piet Vergouwen         | 1    |
| Eigen doelpunt |                        |      |
| –              | Wiel Smeets (Rapid JC) | 1    |
| Totaal         | Totaal                 | 13   |

| #      | Naam        | Goal |
| ------ | ----------- | ---- |
| –      | Geen speler | 0    |
| Totaal | Totaal      | 0    |